# Азартні ігри в Панамі
Азартні ігри в Панамі є легальними. Завдяки розвиненій інфраструктурі, місцевій банківській та державній підтримці без будь-яких ринкових обмежень, Панама стала популярним місцем для роботи та ліцензування онлайн-казино. 

## Легальність
Панама видає ліцензії на організацію онлайн-казино з жовтня 2002 року. Всі компанії з такою ліцензією повинні діяти в рамках Закону про онлайн-ігри 2002 року.
Закон регламент дозволяє приймати міжнародні ставки в інтернеті в офіційній валюті всіх суб'єктів юрисдикції Панами (долари США). Компанії, що займаються онлайн-іграми, не підлягають контролю за обігом іноземних валют.
Влада Панами контролює всі види ігор і веде повний облік кожної здійсненої операції в казино. Всі операції та записи підлягають інспектуванню урядом Панами або урядом країни-власника ліцензії.
Юрисдикція Панами ретельно регулює всі ігрові сайти та компанії, що працюють за їх затвердженою ліцензією, гарантуючи, що все програмне забезпечення та азартні ігри відповідають стандартам та правилам. Також уряд підписав Угоду про обмін податковою інформацією (TIEA) із США, також в процесі розробки закон про боротьбу з відмиванням грошей.
Ліцензія на азартні ігри коштує 40 тис. $, а щорічна оплата за користування нею складає 20 тис. $, вони видаються на 7 років.
Законний вік для участі в азартних іграх в Панамі складає 18 років. За регулювання сфери азартних ігор відповідає Асоціація адміністраторів азартних ігор, що є департаментом Міністерства економіки та фінансів країни.

## Історія
Панама була частиною іспанської Нової Гранади, яка отримала свободу 1819 року. Панама на той час була частиною союзної держави з Перу (точніше, з Центральною Америкою). 1821 року Панама проголосила незалежність. 1903 року Панама оголосила остаточну незалежність від Колумбії.
За цей період згадок про проведення азартних ігор в Панамі не зафіксовано. Найбільш ранні дані про азартні ігри в країні датовані ХХ століттям, коли вони проводились урядом.
1997 року Панама включила азартні ігри у свою туристичну галузь. Тоді гральна сфера отримала повну легалізацію, що дозволило бізнесменам інвестувати в казино. Незважаючи на це, закон вимагав від казино мати власні операційні приміщення в першокласних готелях, що мають щонайменше 300 номерів.
Казино та азартні ігри протягом десятиліть є важливою частиною культури та економіки Панами. В країні азартні ігри є повністю легальними, там діє 36 казино. Окрім казино, легальними є кінні перегони, парі та ігрові будинки для бінго. Ставка податку на прибуток підприємств ігрової галузі складає 30%. Інтернет-ігрові компанії з панамською ліцензією мають право на звільнення від сплати податків. Популярними в країні є також кінні перегони, Асоціація власників чистокровних скакових коней Панами утримує понад 1200 коней.
З 2001 по 2011 рік Панама отримала 1,6 млрд $ прибутків від казино. 2017 року дохід від азартних ігор скоротився з 6,6 до 6,2 млн $ порівняно з 2016 роком.
В березні 2020 року, під час пандемії COVID-19 в Панамі було закрито на карантин практично всі ігрові заклади країни. З вересня вони поступово почали відновлювати роботу, зокрема, було дозволено проведення кінних перегонів із пустими трибунами, а з жовтня дозволено роботу лотерей.